# Тогаси, Юки
Юки Тогаси (яп. 富樫 勇樹; род. 30 июля 1993, Сибата, Ниигата) — японский профессиональный баскетболист, выступающий за команду «Тиба Джетс Фунабаси». Играет на позиции разыгрывающего защитника.

## Профессиональная карьера

### Япония
В январе 2013 года Тогаси подписал контракт с клубом «Акита Нортерн Хэппинетс», выступающим в Би джей лиге. В своей дебютной игре 2 февраля 2013 года он записал на свой счет 15 очков, 11 передач, 3 подбора и 3 перехвата. Во второй половине сезона 2012/2013 он провёл за «Хэппинетс» 30 матчей, набирая в среднем 14,5 очка, 6,2 передачи, 2,9 подбора и 1,2 перехвата за 37,2 минуты за игру.
Тогаси вновь присоединился к «Акита Нортерн Хэппинетс» в сезоне 2013/2014, где он провёл свой первый полноценный сезон. В 58 матчах он набирал в среднем 16,3 очка, 7,6 передачи, 2,9 подбора и 1,1 перехвата за 36,8 минуты за игру. Впоследствии он стал самым молодым игроком, вошедшим в пятерку лучших команд Би джей лиге, и был признан MVP матча всех звёзд лиги, который состоялся в январе 2014 года.

### НБА и Джи-Лига
В июле 2014 года Тогаси присоединился к «Даллас Маверикс» на Летнюю лигу НБА 2014 года, где он был самым низкорослым игроком в соревновании и впоследствии стал любимцем болельщиков. В четырёх матчах Летней лиги он набирал в среднем 4,0 очка и 1,5 подбора за 9,3 минуты за игру. 15 октября 2014 года он подписал контракт с «Маверикс», но команда отчислила его шесть дней спустя.
1 ноября 2014 года Тогаси был выбран во втором раунде драфта Лиги развития НБА 2014 года командой «Санта-Круз Уорриорз». Позже он был обменян в «Техас Лэджендс», фарм-клуб «Маверикс» в Джи-Лиге. Он официально присоединился к «Лэджендс» 20 ноября 2014 года. Дебютировал на следующий день, отыграв четыре минуты и сделав один перехват в матче с «Санта-Круз Уорриорз». 20 февраля 2015 года Тогаси получил травму левого голеностопа, из-за которой позже выбыл до конца сезона. Месяц спустя «Лэджендс» отказались от него.

### Италия
12 августа 2015 года Тогаси подписал пробный контракт с клубом итальянской Серии А «Динамо Сассари». Позже, 20 сентября 2015 года, он расстался с «Сассари», так и не сыграв за них ни одного матча.

### Возвращение в Японию
9 октября 2015 года Тогаси подписал контракт с японским клубом «Тиба Джетс Фунабаси».
15 мая 2019 года Тогаси был назван MVP чемпионата Японии сезона 2018/2019.

## Статистика

### Статистика в Джи-Лиге
| Сезон                                                                                    | Команда        | Регулярный сезон | Регулярный сезон | Регулярный сезон | Регулярный сезон | Регулярный сезон | Регулярный сезон | Регулярный сезон | Регулярный сезон | Регулярный сезон | Регулярный сезон | Регулярный сезон | Серия плей-офф | Серия плей-офф | Серия плей-офф | Серия плей-офф | Серия плей-офф | Серия плей-офф | Серия плей-офф | Серия плей-офф | Серия плей-офф | Серия плей-офф | Серия плей-офф |
| Сезон                                                                                    | Команда        | GP               | GS               | MPG              | FG%              | 3P%              | FT%              | RPG              | APG              | SPG              | BPG              | PPG              | GP             | GS             | MPG            | FG%            | 3P%            | FT%            | RPG            | APG            | SPG            | BPG            | PPG            |
| ---------------------------------------------------------------------------------------- | -------------- | ---------------- | ---------------- | ---------------- | ---------------- | ---------------- | ---------------- | ---------------- | ---------------- | ---------------- | ---------------- | ---------------- | -------------- | -------------- | -------------- | -------------- | -------------- | -------------- | -------------- | -------------- | -------------- | -------------- | -------------- |
| 2014/15                                                                                  | Техас Лэджендс | 25               | 1                | 8,3              | 42,9             | 45,5             | 66,7             | 0,4              | 1,0              | 0,2              | 0,0              | 2,0              | Не участвовал  | Не участвовал  | Не участвовал  | Не участвовал  | Не участвовал  | Не участвовал  | Не участвовал  | Не участвовал  | Не участвовал  | Не участвовал  | Не участвовал  |
|                                                                                          | Всего          | 25               | 1                | 8,3              | 42,9             | 45,5             | 66,7             | 0,4              | 1,0              | 0,2              | 0,0              | 2,0              | Не участвовал  | Не участвовал  | Не участвовал  | Не участвовал  | Не участвовал  | Не участвовал  | Не участвовал  | Не участвовал  | Не участвовал  | Не участвовал  | Не участвовал  |
| Наведите курсор мыши на аббревиатуры в заголовке таблицы, чтобы прочесть их расшифровку. |                |                  |                  |                  |                  |                  |                  |                  |                  |                  |                  |                  |                |                |                |                |                |                |                |                |                |                |                |

### Статистика в других лигах
| Сезон | Команда             | Лига         | GP  | GS  | MPG  | FG%  | 3P%  | FT%  | RPG | APG | SPG | BPG | PFL | TOV | PPG  |
| --- | ------------------- | ------------ | --- | --- | ---- | ---- | ---- | ---- | --- | --- | --- | --- | --- | --- | ---- |
| 2015/16 | Тиба Джетс Фунабаси | НБЛ (Япония) | 44  | 13  | 16,2 | 38,9 | 38,9 | 73,7 | 1,0 | 2,0 | 0,5 | 0,0 | 1,3 | 1,1 | 5,2  |
| 2016/17 | Тиба Джетс Фунабаси | Би лига      | 62  | 58  | 29,5 | 38,8 | 34,7 | 87,9 | 2,4 | 4,0 | 0,8 | 0,0 | 1,5 | 2,2 | 13,1 |
| 2017/18 | Тиба Джетс Фунабаси | Би лига      | 55  | 52  | 28,0 | 45,9 | 40,1 | 83,6 | 1,8 | 5,3 | 0,9 | 0,0 | 1,2 | 2,4 | 15,0 |
| 2018/19 | Тиба Джетс Фунабаси | Би лига      | 65  | 64  | 25,7 | 43,1 | 38,1 | 75,3 | 1,9 | 5,7 | 0,8 | 0,1 | 0,9 | 1,8 | 14,2 |
| 2019/20 | Тиба Джетс Фунабаси | Би лига      | 40  | 35  | 27,0 | 40,7 | 34,4 | 85,1 | 2,3 | 6,5 | 0,7 | 0,0 | 1,5 | 2,5 | 14,4 |
| 2020/21 | Тиба Джетс Фунабаси | Би лига      | 65  | 65  | 25,7 | 40,7 | 37,5 | 84,0 | 1,5 | 5,4 | 0,9 | 0,1 | 1,6 | 2,0 | 13,5 |
| 2021/22 | Тиба Джетс Фунабаси | Би лига      | 47  | 47  | 25,8 | 38,5 | 32,1 | 86,5 | 1,4 | 6,2 | 0,9 | 0,0 | 1,7 | 2,2 | 13,6 |
| 2022/23 | Тиба Джетс Фунабаси | Би лига      | 67  | 65  | 29,2 | 39,3 | 35,1 | 82,5 | 1,6 | 5,6 | 0,6 | 0,0 | 1,3 | 2,1 | 15,0 |
| 2023/24 | Тиба Джетс Фунабаси | Би лига      | 66  | 64  | 32,2 | 37,0 | 31,7 | 85,4 | 1,8 | 5,4 | 0,9 | 0,1 | 1,2 | 2,6 | 17,9 |
| Всего | Всего               | Всего        | 511 | 463 | 27,0 | 40,3 | 35,3 | 83,9 | 1,8 | 5,2 | 0,8 | 0,1 | 1,3 | 2,1 | 13,8 |
| В Би лиге | В Би лиге           | В Би лиге    | 467 | 450 | 28,0 | 40,3 | 35,1 | 84,3 | 1,8 | 5,4 | 0,8 | 0,1 | 1,3 | 2,2 | 14,6 |
| Наведите курсор мыши на аббревиатуры в заголовке таблицы, чтобы прочесть их расшифровку Статистика приведена с сайта basketball.realgm.com |                     |              |     |     |      |      |      |      |     |     |     |     |     |     |      |